# Presence (Album)
Presence ist das siebte Studio-Album der britischen Rockband Led Zeppelin. Es wurde im November und Dezember 1975 innerhalb von drei Wochen in München aufgenommen sowie produziert und am 31. März 1976 von Swan Song Records veröffentlicht.
Das Album entstand nach dem schweren Autounfall von Robert Plant am 5. August 1975 auf Rhodos, Plant saß während der Aufnahmen im Rollstuhl bzw. in einem Sessel der Band gegenüber. Die Songs waren während seiner Genesungszeit in Malibu geschrieben worden. Daher drehen sich die Texte vor allem um das Leben an sich, hier insbesondere um Verluste und Rückschläge, die der Mensch erleidet.
Der Eröffnungstitel Achilles Last Stand ist mit 10 Minuten und 25 Sekunden das drittlängste Lied von Led Zeppelin nach In My Time Of Dying (11:06) und Carouselambra (10:34). Jimmy Page soll gesagt haben, es sei sein Lieblingslied von Led Zeppelin. Seit ihrer Tour durch Amerika 1977 war der Titel Standard bei jedem weiteren Auftritt.
Presence ist das einzige Led-Zeppelin-Album, in dem weder Keyboards noch akustische Gitarren verwendet werden.
Es ist außerdem das erste mit hörbaren Einflüssen des Heavy Metal (Achilles Last Stand).

## Liste der Songs
1. Achilles Last Stand (Page/Plant) – 10:23
2. For Your Life (Page/Plant) – 6:20
3. Royal Orleans (Bonham/Jones/Page/Plant) – 2:58
4. Nobody's Fault But Mine (Page/Plant) – 6:27
5. Candy Store Rock (Page/Plant) – 4:07
6. Hots on for Nowhere (Page/Plant) – 4:43
7. Tea for One (Page/Plant) – 9:27

## Mitwirkende
- Jimmy Page – E-Gitarre, Produzent
- Robert Plant – Gesang, Mundharmonika
- John Paul Jones – Bassgitarre
- John Bonham – Schlagzeug, Percussion
- Peter Grant – Ausführender Produzent
- Keith Harwood – Tontechnik, Mischung
- Jeremy Gee – Aufnahmetechnik
- George Hardie – Visuelles Design, Cover
- Hipgnosis – Visuelles Design, Cover